# Geislinger Hütte
Die  Geislinger Hütte  ist eine Schutzhütte der Sektion Geislingen/Steige des Deutschen Alpenvereins (DAV). Sie liegt auf der Schwäbischen Alb in Deutschland. Es handelt sich um eine Selbstversorgerhütte, sie ist an jedem ersten Sonntag im Monat von 14:00 bis 17:00 Uhr geöffnet.

## Geschichte
Die Sektion Geislingen a. d. Steige wurde am 17. Februar 1925 in Geislingen an der Steige als Sektion Geislingen a. d. Steige des Deutschen und Österreichischen Alpenvereins gegründet. Erbaut wurde die Bergsteigerunterkunft 1944 von der Sektion Geislingen a. d. Steige.

## Lage
Die Geislinger Hütte befindet sich auf dem Albuch in der Gemeinde Böhmenkirch im Landkreis Göppingen.

## Zustieg
- Es existiert ein Parkplatz vor der Hütte.[3]

## Hütten in der Nähe
- Schorndorfer Hütte, Selbstversorgerhütte (759 m ü. NHN)
- Karl-Vorbrugg-Hütte, bewirtschaftete Hütte (650 m ü. NHN)
- Forellenzucht Remsquelle, Jausenstation (535 m ü. NHN)[4]

## Tourenmöglichkeiten
- Lützelalb Rundwanderung, 5,8 km, 1 Std.
- Rund um den Kriegsburren, 16 km, 4,5 Std.
- Wanderung um den „Schönen Berg“ bei Weissenstein, 12,2 km, 3,5 Std.
- Rund um den schönen Berg, 11 km, 2,75 Std.[5]

## Klettermöglichkeiten
- Klettern auf der Schwäbischen Alb[6]
- Klettergebiet Roggenstein, Kletterart: Sportklettern, Schwierigkeitsgrade: 3 bis 8+.[7]
- Lochfels, Kletterart: Sportklettern, Schwierigkeitsgrade: 4 bis 5+.[8]
- Spielerwand, Kletterart: Sportklettern, Schwierigkeitsgrade: 8 bis 9-.[9]

## Skitouren Langlauf
- Heidhöfe-Loipe, 13,8 km, 2,75 Std.[10]

## Karten
- Schwäbisch Gmünd und Umgebung: Wanderkarte mit Radwegen, Blatt 56-540, 1 : 25.000, Alfdorf, Böbingen a.d.R., Eislingen/Fils, Heubach, Mögglingen, ... (NaturNavi Wanderkarte mit Radwegen 1:25.000) Landkarte – Gefaltete Karte ISBN 978-3960990451
- Geislingen an der Steige: Wanderkarte mit Radwegen, Blatt 56-539, 1 : 25.000, Amstetten, Bad Ditzenbach, Bad Überkingen Donzdorf, Eislingen/Fils, ... (NaturNavi Wanderkarte mit Radwegen 1:25.000) Landkarte – Gefaltete Karte ISBN 978-3960990444